# バーソルド・リュベトキン
バーソルド・リュベトキン（Berthold Romanovich Lubetkin（1901年12月14日 - 1990年10月23日）は、ロシアから亡命し英国で活躍した建築家。英国での国際様式モダニズム建築の先駆者で、1930年からハイポイント団地、ロンドン動物園ペンギンプール、フィンズベリー健康センターとスパグリーンエステートなどを発表した。

## 略歴
コーカサス地方グルジア（現ジョージア）のティフリス生まれ（ユダヤ人の家庭に）。父親は、ローマン・アロノヴィッチ・リュベトキン（1885年、ペテルブルク- 1942年、アウシュビッツ）で、鉄道系の土木技師であった。父の仕事の転勤に伴い、子供時代はロシア各地で暮らし、モスクワとペテルブルク（1914年からペトログラードに改称）で教育を受け、ペトログラードの学校を1917年に卒業し、モスクワの私立学校進学の際、ロシア革命で学校が閉鎖。そのためモスクワに設立の新ボルシェヴィキ・アートスクール高等芸術工房（SVOMAS、のちヴフテマス（VKhUTEMAS））に進学しエル・リシツキーらと出会い影響を受け構成主義を学んだ。21歳のとき革命政府主催の芸術展覧会に補助としてベルリンに派遣される。ここではヴァイマル共和国のアヴァンギャルド芸術家たちとの親交を深めていったという。ベルリンでは芸術史家のウイルヘルム・ヴォリンガーが教鞭をとっていたベルリン・テキスタイルアカデミーで学ぶ。
一年後には建築の教育を受けるためポーランド・ワルシャワに移り、ワルシャワ・ポリテクニックに入学し２年間を過ごした。パリ16区アベニュー・ド・ヴェルサイユアパートの設計者とジャン・ギンズバーグとの提携で1920年に奨学金を得てパリのエコール・デ・ボザールに進学する。一方、鉄筋コンクリートを扱っていたオーギュスト・ペレの門をたたく。この時期にパリで欧州アヴァンギャルドの主要人物やル・コルビュジエらと出会う。ボルドーで会に参加し続け、1925年パリ万国博覧会ソ連の貿易パビリオン設計競技に参加し、構成主義での自身のエントリが選考対象となった。こうしてではパヴィリオンの工事監理も手がける一方、展示中のエスプリ・ヌーヴォー館に感銘を受ける。パリでもコルビュジエのほかにフェルナン・レジエ、ジャン・コクトーらの知識人や芸術家と親交を結んでいたという。舞台美術家から注文をうけたサーカス団員御用達のナイトクラブの改装が話題スポットとして話題を呼ぶ。
1928年、同じユダヤ系でワルシャワからボザールへ進学した級友ジャン・ギンツブルクと共同で、彼の父親を施主として、パリ16区ヴェルサイユ通りに建つアトリエ集合住宅を手がける。1930年にはモスクワの旧ロシア帝国議会近くに建設する議事堂コンペティションに仲間と参加し最終候補案に残る。
1931年、ロンドンに移住し、建築事務所テクトン（TECTON）を設立。TECTONの最初のプロジェクトは、リージェンツ・パークのロンドン動物園でランドマークの建物を含むゴリラハウスとペンギンプール（その後明確に影響を及ぼしだすナウム・ガボらと）。リュベトキンとTECTONは、1936年には建築家と技術者の組織とした。続けて、ウィップスネード動物園 (Whipsnade Zoo) 、ダドリー動物園 (Dudley Zoo) の設計委託を受けた。
1938年、ニューヨーク近代美術館開催の「英国のモダン建築展」のオープニングで、祝福を受けるまでになる。
Tectonの住宅プロジェクトは、シデナムの民間住宅を含み、英国でモダニストテラスの一つ（85-91 Genesta道路、南ロンドンのプラムステッド Plumstead）などかある。そして最も有名なハイゲートのアパート・ハイポイント Ⅰ (en, 現ハーリンゲイ区) を生み出す。労働者用集合住宅ハイポイントは1935年に設計依頼を受ける。ル・コルビュジエに賞賛されたハイポイント住宅の二つは、そのパターン化された外観とで、入り口でより現実的なスタイルを示した。1934年モダンホームズ展で金メダルを獲得した戸建3ベッドルームのヴィラ（64ヒースドライブ、ロム）は、そのレイアウト研究で標高のフローティングホリゾンタルが強く、ハイポイントの一つの最終形のプロトタイプとしてそれがデザインとして使用されたことを示唆している。英国遺産監理の下で復元され、グレード2に記載されているこのヴィラはTecton Groupでの近代スタイルの最高の機能を実証すると多くの人に見なされている。
ロンドン旧フィンズベリー区 (Metropolitan Borough of Finsbury) は、フィンズベリー医療センター (Finsbury Health Centre) が1938年に完成し、外観の彫塑ないしミュラル (Mural) に感銘を受け、Tectonの主要なパトロン・後援者として区内の様々な建物設計の仕事を依頼した。
第二次世界大戦の開始以来、時間をグロスターシャー州のビーミッシュ家族から管理と購入していた農場で費やし、1950年代にいくつかのデザインコンペに参加し、勝つことができなかったが、（再びベイリーとスキナーらと）ロンドン・ベスナルグリーン（現タワーハムレッツ区の一部）の3つの大規模な農園を設計。これらのスキームからクランブルックエステート、ドーセット不動産（Sivillハウス）とレイクビューエステートが1940年に完成させ、その複雑抽象的なファサードとロシア構成主義的階段のイディオムを、すべてをプレキャストコンクリート外観パネルで建設した。
1947年、ピーターリーニュータウンのマスタープランナーとチーフアーキテクトの委託を受けた。。ピーターリー用のマスタープランは、高層タワーを提案している新しい市民センターが含まれていた。リュベトキンのデザインは、国際様式を基調としつつも住宅群を彫塑を思わせるように仕上げていて、労働者用集合住宅のイメージを打ち破っていく。 
しかし石炭の抽出は沈下の危険性を提起し、数年間、町の下に継続することであった。結果として国立石炭委員会（NCB）は、それ自体の機関燃料及び電力省は、唯一の分散した低密度の開発を検討している。
1947年、ロンドン旧パディントン区 (Metropolitan Borough of Paddington) からホールフィールド公営住宅と諸施設とを一体的に計画する依頼を受けた。このホールフィールドでは、6階建てと10 階建て住宅棟が直交しながら緑地を取り囲むような連続的配置で、高密度開発でありながら豊かなオープンスペースを持つ団地空間を実現。
この住宅地は当時、戦後の建築理論を先導するものとして大きく取りあげられ、その後の住宅地計画にも大きな影響を及ぼした。建設後今日まで良好に維持管理され、居住者にも高く評価されているほか、2011年に「戦後の住宅団地の発展を促した建築」として登録建築物に指定された。
妻との居住地は、最終的にブリストルに着き、I.K.ブルネルのクリフトン橋の景観を守るためにその後の人生を費やす。ブルネルを、まずイギリスに彼を魅了していた技術の進歩の精神を象徴とみていた。
1982年、RIBAゴールドメダルが授与された。1990年にブリストルで死去。
タイトル「LubetkinとTectonの下、1983 - Lubetkinは（Tecton）」がブリストル・Arnolfiniのギャラリーで開かれ、英国とヨーロッパで1980年代英国のアーツ·カウンシル主催の巡回展の対象となった。。彼はまた、2005年にもデザインミュージアムの展示の対象となった。彼の娘、ルイーズ・キホーは、初期の未発表作が含まれていた回顧録を出版した。
2009年、ピーターリーの拠点、イーストダーラム＆Houghallコミュニティカレッジは、彼が町のために尽くしたビジョンに敬意を表して、後に劇場の名前とした。Lubetkin劇場は正式に2009年10月5日に彼の娘サーシャによって開設された。オープニングでサーシャは、「私はこの美しい劇場は私の父の後、彼の作品は、それが終わった残忍な方法にもかかわらず、記憶されている名前が挙がっていることを非常に誇りに思っています。ピーターリーのためのそのような夢を持っていた彼は、世界の鉱山労働者の都にそれを回すために望んでいました。鉱山労働者の彼の尊敬と賞賛は彼が不可能であったこと、残念ながらどこにも存在しませんでした。本当に特別な何かを作成したいとして作りました」と述べている。